# Пелайо (Астурия)
Пелайо (на испански: Pelayo) е първи крал и основател на Kралство Астурия. Годината му на раждане е неизвестна (между 681 и 690), умира през 737. Известен е най-вече с победата си при Ковадонга, което поставя началото на Реконкистата.

## Основател на Астурия
Пелайо (известен също с името Пелагиус) е вестгостки аристократ и телохранител на последния вестготски крал Родерих, загинал в битка с нахлуващите араби през 711 г. Ако се съди по хрониката на крал Алфонсо ІІІ, той е родом от Астурия – най-северните части на Испания. Други хронисти го смятат за роднина (племенник) на Родерих. Семейството му е преследвано от крал Витица, така че след смъртта му заема силни позиции при новия крал Родерих.
След поражението на вестготите се оттегля по родните си места, в Кантабрийските планини, където бягат много други генерали, аристократи и дори епископи от разбитото Вестготско кралство. Това не е случайно – районът на Астурия остава е най-слабо повлиян както от римляните, така и от готите. Там кантабрийците и баските живеят изолирано, съгласно древните си традиции.
Според легендата (а животът на Пелайо е известен главно от легенди), през 717 г. мюсюлманският управител на областта изпраща войници да го арестуват. Пелайо бяга в планините, а не след дълго се установява в пещерата Ковадонга, заедно с неизвестен брой свои поддръжници (мъже, жени и деца). Това вече прилича на въстание и срещу него тръгва армия, начело с Ал-Кама. Пелайо организира клопка и в теснините на долината успява да я унищожи. Тази победа му осигурява възможност да разпростре властта си по част от крайбрежието, да превземе Хихон и Овиедо и така да създаде държавицата Астурия – първото християнско кралство в епохата на арабско-мюсюлманското господство.

## Управление
Пелайо се счита за крал на Астурия от 718 до 737 г. Негова столица става град Кангас де Онис. След победата при Ковадонга, колкото и тя да е с локално значение, около него се събират още повече представители на вестготската знат. Оформящият се кралски двор е продължение на толедския, тъй като Пелайо се осъзнава като вестготски владетел. Има сведения за няколко опита на арабите да ликвидират неговото кралство, но очевидно трудният релеф и войнствеността на местното население правят това невъзможно. Повече сведения за неговото управление липсват.

## Семейство
За името на баща му има най-различни версии сред средновековните хронисти. В хрониката на Абелдум е представен като син на Веремундо; Себастиан де Саламанка го смята за син на Фавила, херцог на Кантабрия; според трето мнение баща му е херцог на Авала (Авала е част от Кантабрия).
Известно е името на съпругата му – Гаудиоса, но с това се изчерпват сведенията за нея. Пелайо има син Фавила, който го наследява през 737 г., но умира само две години по-късно без деца. Дъщерята на Пелайо е Гермесинда, чийто съпруг Алфонсо І е третият крал на Астурия (739 – 757).